# ベラルーシ語版ウィキペディア
ベラルーシ語版ウィキペディア（ベラルーシごばんウィキペディア、ベラルーシ語: Беларуская Вікіпедыя、タラシケヴィツァ: Беларуская Вікіпэдыя）は、多言語でのオンライン百科事典プロジェクト「ウィキペディア」のベラルーシ語版である。2006年8月に設立された。
ベラルーシ語版は2種類あり、ベラルーシ語（タラシケヴィツァ）版ウィキペディア (be-tarask) は、2003年10月に設立された。

## 記事数
- 2008年3月15日 総記事数が1万項目を達成
- 2010年11月16日 総記事数が2万5千項目を達成
- 2015年8月 総記事数が10万項目を達成